# Stephen Zunes
Stephen Zunes, né en 1956, est un universitaire travaillant aux États-Unis, spécialiste du Moyen-Orient et militant pour la non-violence.